# Jim Lynam
Jim Lynam, né le 15 septembre 1941, à Philadelphie, en Pennsylvanie, est un ancien joueur, entraîneur et dirigeant américain de basket-ball. Il évolue au poste de meneur. Il est manager général des 76ers de Philadelphie de 1992 à 1994.